# فهرست لشکرهای ورماخت
فهرست زیر شامل لشکرهای ورماخت، نیروهای مسلح رایش سوم، شامل لشکرهای هیر، لوفت‌وافه و کریگسمارینه، در طول دوره فعالیت آن است.

## پیاده‌نظام
| ردیف | نشان | عنوان                | سال تشکیل | محل تشکیل | نخستین فرمانده   | نبردها |
| ---- | ---- | -------------------- | --------- | --------- | ---------------- | --- |
| ۱    |      | لشکر یکم پیاده‌نظام   | ۱۹۳۴      | کونیگسبرگ | گئورگ فن کوشلر   | - نبرد لهستان - نبرد فرانسه - نبرد منطقه بالتیک - محاصره لنینگراد - محاصره کامنتس-پودولسکی - نبرد کونیگسبرگ                          |
| ۲    |      | لشکر دوم پیاده‌نظام   | ۱۹۳۴      | اشتتین    | هوبرت گرکه       | – |
| ۳    |      | لشکر سوم پیاده‌نظام   | ۱۹۳۴      | فرانکفورت | کورت هازه        | - نبرد ورشو - نبرد لوکزامبورگ - نبرد فرانسه                                                                                          |
| ۴    |      | لشکر چهارم پیاده‌نظام | ۱۹۳۴      | درسدن     | اریش راشیک       | - بازنظامی‌سازی راینلند - نبرد لهستان - نبرد بلژیک - نبرد فرانسه                                                                      |
| ۵    |      | لشکر پنجم پیاده‌نظام  | ۱۹۳۴      | کنستانتس  | اویگن هان        | - نبرد فرانسه - عملیات بارباروسا |
| ۶    |      | لشکر ششم پیاده‌نظام   | ۱۹۳۴      | بیله‌فلد   | کنراد فن گوسلر   | - نبرد لهستان - نبرد لوکزامبورگ - نبرد بلژیک - نبرد فرانسه - نبرد منطقه بالتیک - نبرد نخست رژف - نبرد مسکو - نبرد کورسک - نبرد دنیپر |
| ۷    |      | لشکر هفتم پیاده‌نظام  | ۱۹۳۴      | مونشن     | فرانتس هالدر     | - نبرد لهستان - نبرد بلژیک - نبرد فرانسه - نبرد بیاویستوک-مینسک - نبرد اسمولنسک - نبرد مسکو                                          |
| ۸    |      | لشکر هشتم پیاده‌نظام  | ۱۹۳۴      | اوپلن     | رودولف کوخ-ارپاخ | - نبرد لهستان - نبرد فرانسه - محور مرکزی عملیات بارباروسا                                                                            |
| ۹    |      | لشکر نهم پیاده‌نظام   | ۱۹۳۴      | گیسن      | اریش لودکه       | - نبرد فرانسه - محور جنوبی عملیات بارباروسا                                                                                          |

## پیاده‌نظام موتوریزه
| ردیف | نشان | عنوان                       | سال تشکیل | محل تشکیل | نخستین فرمانده | نبردها                                         |
| ---- | ---- | --------------------------- | --------- | --------- | -------------- | ---------------------------------------------- |
| ۱    |      | لشکر دوم پیاده‌نظام موتوریزه | ۱۹۳۷      | اشتتین    | پاول بادر      | - نبرد لهستان - نبرد فرانسه                    |
| ۲    |      | لشکر سوم پیاده‌نظام موتوریزه | ۱۹۴۰      | فرانسه    | پاول بادر      | - نبرد منطقه بالتیک - نبرد دمیانسک - نبرد مسکو |

## زرهی
| ردیف | نشان | عنوان           | سال تشکیل | محل تشکیل | نخستین فرمانده       | نبردها |
| ---- | ---- | --------------- | --------- | --------- | -------------------- | --- |
| ۱    |      | لشکر یکم زرهی   | ۱۹۳۵      | وایمار    | ماکسیمیلیان فن وایخس | - نبرد لهستان - نبرد فرانسه - نبرد منطقه بالتیک - نبرد مسکو - نبرد رژف - نبرد دوم کیف - نبرد کورسون–چرکاسی - محاصره کامنتس-پودولسکی - محاصره بوداپست                                                              |
| ۲    |      | لشکر دوم زرهی   | ۱۹۳۵      | وورتسبورگ | هاینتس گودریان       | - نبرد لهستان - نبرد فرانسه - نبرد یونان - نبرد مسکو - نبرد کورسک - نبرد نرماندی - نبرد آردن - نبرد راینلند |
| ۳    |      | لشکر سوم زرهی   | ۱۹۳۵      | برلین     | ارنست فرسمان         | - نبرد لهستان - نبرد بلژیک - نبرد فرانسه - نبرد بیاویستوک-مینسک - نبرد اسمولنسک - نبرد نخست کیف - نبرد مسکو - نبرد دوم خارکوف - نبرد قفقاز - نبرد سوم روستوف - نبرد کورسک - نبرد دنیپر - نبرد کورسون–چرکاسی       |
| ۴    |      | لشکر چهارم زرهی | ۱۹۳۸      | وورتسبورگ | گئورگ-هانس راینهارت  | - نبرد ورشو - نبرد بزورا - نبرد بلژیک - نبرد فرانسه - نبرد بیاویستوک-مینسک - نبرد اسمولنسک - نبرد نخست کیف - نبرد بریانسک - نبرد مسکو - نبرد کورسک - نبرد رادزیمین                                                |
| ۵    |      | لشکر پنجم زرهی  | ۱۹۳۸      | اوپلن     | هاینریش فن فیتینگهوف | - نبرد لهستان - نبرد بلژیک - نبرد فرانسه - نبرد یوگسلاوی - نبرد یونان - نبرد مسکو - نبرد رژف - نبرد کونیگسبرگ |
| ۶    |      | لشکر ششم زرهی   | ۱۹۳۹      | ووپرتال   | ورنر کمپف            | - نبرد لوکزامبورگ - نبرد بلژیک - نبرد فرانسه - نبرد منطقه بالتیک - نبرد مسکو - نبرد رژف - نبرد سوم خارکوف - نبرد کورسک - نبرد کورسون–چرکاسی - محاصره کامنتس-پودولسکی - نبرد پروس شرقی - محاصره بوداپست - نبرد وین |
| ۷    |      | لشکر هفتم زرهی  | ۱۹۳۹      | گرا       | گئورگ اشتومه         | - نبرد فرانسه - محور مرکزی عملیات بارباروسا |

## سواره‌نظام
| ردیف | عنوان              | سال تشکیل | محل تشکیل  | نخستین فرمانده | نبردها                                                   |
| ---- | ------------------ | --------- | ---------- | -------------- | -------------------------------------------------------- |
| ۱    | لشکر یکم سواره‌نظام | ۱۹۳۹      | اینشتربورگ | کورت فلت       | - نبرد هلند - نبرد فرانسه - نبرد نخست کیف - نبرد بریانسک |